# Pla de l'Ermita
Pla de l'Ermita és un poble que pertany al terme municipal de la Vall de Boí, de l'Alta Ribagorça. És a la part més oriental del terme, prop del termenal amb Sarroca de Bellera (antic terme de Benés). És un topònim modern que significa el pla on hi ha l'ermita de Sant Quirc de Taüll.
Tot i que en l'actualitat és un poble més de la Vall de Boí, als seus inicis es tractava d'una urbanització d'hotels i comerços, per al turisme a l'estiu i per als esquiadors de l'estació d'esquí Boí-Taüll. Al Pla de l'Ermita hi ha una gran quantitat de serveis, entre els quals destaquen els locals d'oci: botigues, restaurants, pubs...
A la dècada dels 80 va ser quan el Pla de l'Ermita va començar a crear-se i donar peu a hotels i a les primeres cases. En l'actualitat, la localitat està formada per més de 600 habitatges particulars i una sèrie d'hotels que fan que la seva capacitat turística sigui molt important i s'incrementi molt durant les èpoques fortes de turisme. Tot i que hi ha una gran quantitat de vivendes, en l'actualitat durant tot l'any viuen poc més de 40 persones.
S'hi ofereixen moltes activitats esportives, rutes amb BTT, excursions, escola d'esquí i tir amb arc. Com ja s'ha dit abans, només hi ha hotels de dues i tres estrelles. Per als nens també s'ofereixen activitats, amb parcs infantils i piscines.
Cal destacar que al Pla de l'Ermita se celebra la festa major des de l'any 2017, any a partir del qual es va fer un impuls més per acabar d'incorporar-se com un poble més dins la vall. La comissió de festes creada llavors ha ajudat a la unió dels veïns per tractar d'assolir objectius conjunts i fer-lo créixer. A part de la celebració de la festa, l'any 2018 també es va dur a terme la primera baixada de falles del poble, adherint-se així a la tradició ancestral que continua viva a tota la vall i la qual pretén adherir-se i marcar l'inici d'una nova tradició.
L'accés des del Pont de Suert és per la N-230, (de Lleida a Vielha). Tres quilòmetres al nord del Pont de Suert, s'ha d'agafar cap al nord-est la L-500, la principal carretera de la vall de Boí. Quatre quilòmetres al nord de Barruera, cal agafar a la dreta, la carretera L-501, que passa pels pobles de Boí i de Taüll, per arribar al Pla de l'Ermita al cap d'un quilòmetre passat Taüll.
Situada als peus del Tuc de la Comamarja, de 2.562 m. alt, és a més de 10 quilòmetres de l'Estació d'esquí Boí-Taüll. La urbanització és damunt d'un turó, als peus del qual discorre el riu de Sant Martí. Domina el lloc pel sud-oest la petita ermita de Sant Quirc de Taüll, fàcilment accessible des de la urbanització.

## Serveis turístics
En primer lloc, cal esmentar els serveis de cara al turisme derivats de la declaració de les esglésies romàniques de la Vall de Boí per la UNESCO. Arran d'aquesta declaració, s'ha construït un Centre d'interpretació del romànic a Erill la Vall, que ofereix una visita amb modalitat de lliure i guiada a la totalitat de les esglésies incloses en el catàleg. És una de les visites més recomanables del municipi i de la comarca. L'ermita romànica de Sant Quirc de Taüll, no entra en el catàleg d'esglésies romàniques de la vall.
La llista d'establiments d'allotjament és ampla:
- Hotels i pensions: Hotel SNÖ Vall de Boi, Aparthotel Siente Boí & SPA, Apartaments la Solana, Hotel Romànic, Hotel Taüll, Pensió el Bouquet.
- Apartaments turístics i aparthotels: Apartaments la Solana, Apartaments Pleta Bona, Aparthotel Siente Boí & SPA, Apartaments la Solana.
- Restaurants: Asador Sidreria Karpanta, El Residencial, L'Ermitatge, Sant Quirze, Self-service Aramís.

Finalment, caldria destacar tot d'establiments dedicats a l'explotació turística de l'esquí i de la muntanya, des de botigues d'esports, a empreses dedicades a l'ensenyament de l'esquí o a la promoció dels esports d'aventura.